# خلیج پلنتی
خلیج پلنتی (فراوانی) (Bay of Plenty) منطقه‌ای از نیوزیلند است که در اطراف یک ساحل به همین نام در ساحل شمالی جزیره شمالی واقع شده است. این ساحل ۲۶۰ کیلومتر درازا دارد. خلیج پلنتی شامل چندین جزیره بزرگ است و توسط شورای خلیج منطقه اداره میشود.  نام 'خلیج فراوانی' توسط جیمز کوک در سال ۱۷۶۹ با توجه به فراوانی غذا و در تضاد آشکار با مشاهدات قبلی او در خلیج پاورتی (فقر) (Poverty Bay) به این ناحیه داده شد.

## تاریخچه
بر اساس داستانهای محلی مائوری، خلیج پلنتی محل پهلو‌گرفتن چندین قایق مهاجران مائوری بود. اولین برخورد ضبط شدهٔ اروپائیان در زمان عبور جیمز کوک در سال ۱۷۶۹ از این خلیج صورت گرفت. کوک به فراوانی مواد غذایی، در مقایسه با خلیج فقر اشاره کرده. گزارش‌های تماس‌های بعدی اروپائیان تا هنگام ورود ساموئل مارسدن، مبلّغ مذهبی، به این منطقه در سال ۱۸۱۴ کمیاب است. خلیج پلنتی در قرن ۱۹ محل فعالیت ایستگاه‌های شکار نهنگ بود.

## جغرافی خلیج

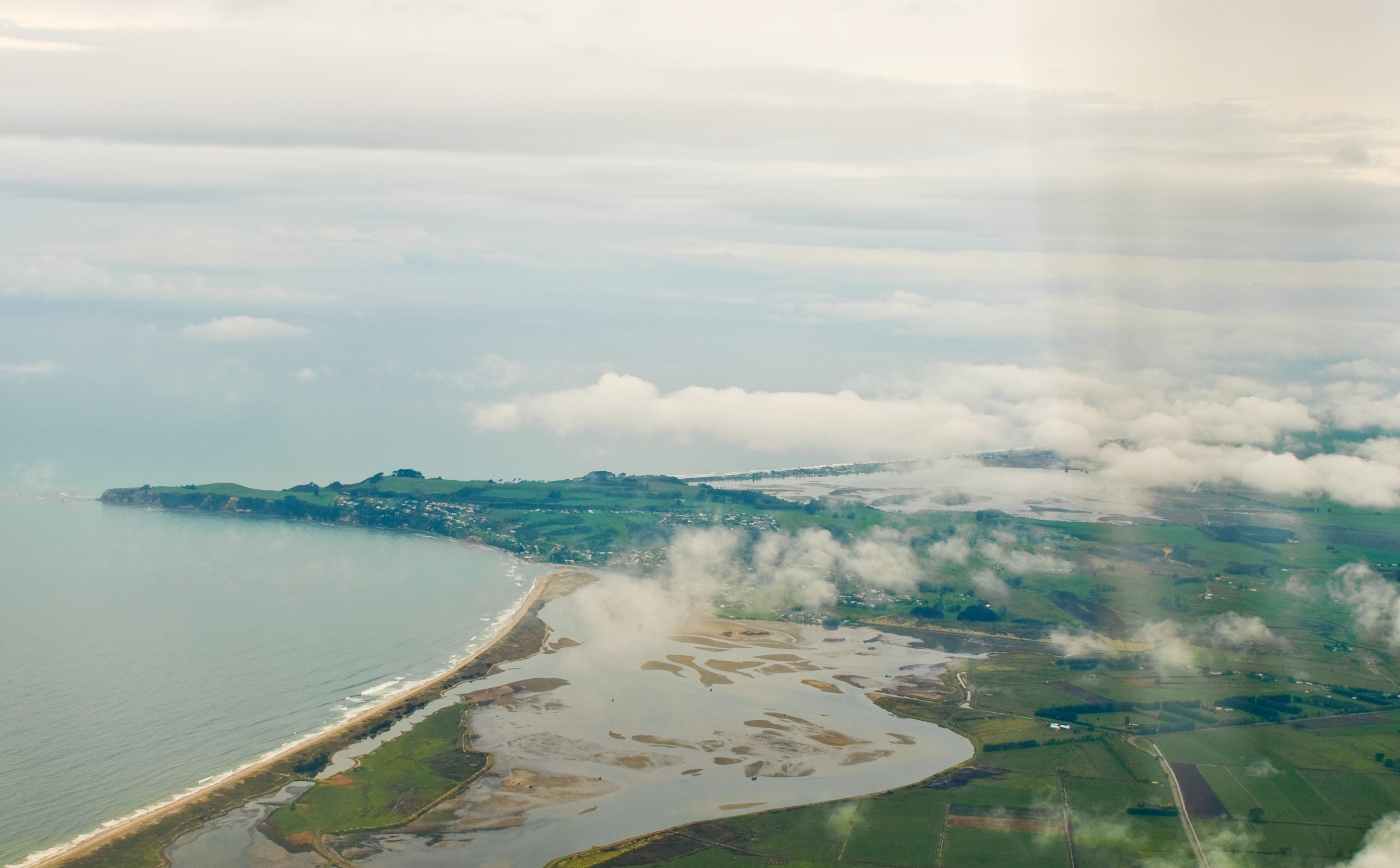
خلیج پلنتی

منطقه خلیج پلنتی ۱۲۲۰۰ کیلومتر مربع (۴۷۰۰ مایل مربع) زمین و ۹۵۰۰ کیلومتر مربع (۳۷۰۰ مایل مربع) مساحت دریای ساحلی را در‌بر می‌گیرد.  این خلیج در امتداد سواحل شرقی جزیره شمالی، از شبه جزیره کوروماندل در غرب تا کیپ‌راناوی در شرق گسترش دارد.
خلیج پلنتی دارای ۲۵۹ کیلومتر خط ساحلی باز است که برای هدف‌های اقتصادی، تفریحی و فرهنگی مورد استفاده قرار می‌گیرد. قسمتی از این خط ساحلی به‌عنوان ساحل شنی تعریف شده‌، در حالی که بخشی از آن ساحل صخره‌ای است.

## جمعیت
منطقه خلیج ۱۲٬۰۷۲٫۰۰ کیلومتر مربع (۴٬۶۶۱٫۰۳ مایل مربع) را پوشش می‌دهد و جمعیت آن در ژوئن ۲۰۲۲ برابر۳۴۷٬۷۰۰ نفر با تراکم جمعیت ۲۹ نفر در کیلومتر مربع تخمین زده شده‌است. از این جمعیت،  ۷۳٫۶٪ اروپایی، ۲۹٫۱٪ مائوری، ۳٫۵٪ مردم اقیانوس آرام، ۷٫۲٪ آسیایی و ۱٫۸٪  قومیت‌های دیگرند.